# Eriborus dorsalis
Eriborus dorsalis är en stekelart som först beskrevs av Johann Ludwig Christian Gravenhorst 1829.  Eriborus dorsalis ingår i släktet Eriborus och familjen brokparasitsteklar. Arten är reproducerande i Sverige. Inga underarter finns listade i Catalogue of Life.